# Resolutie 1778 Veiligheidsraad Verenigde Naties
Resolutie 1778 van de Veiligheidsraad van de Verenigde Naties werd op 25 september 2007 unaniem door de VN-Veiligheidsraad aangenomen. De resolutie richtte de vredesmissie in Tsjaad en de Centraal-Afrikaanse Republiek op. De resolutie autoriseerde tevens de Europese Unie om een operatie op te zetten in deze 2 landen.

## Achtergrond
In 2003 brak in de regio Darfur van Soedan een conflict uit tussen rebellen, die het oneens waren met de verdeling van olie-inkomsten uit de regio, en door de regering gesteunde milities. Die laatsten gingen over tot etnische zuiveringen en er werden grove mensenrechtenschendingen gepleegd. Miljoenen mensen sloegen op de vlucht naar voornamelijk buurland Tsjaad. Door de grote toestroom van vluchtelingen raakte ook dat land gedestabiliseerd. In 2006 werd een opstand van rebellen in de kiem gesmoord en in 2007 werd een vredesverdrag met hen gesloten. Dat werd in 2008 door de rebellen verbroken waarna ze probeerden de hoofdstad N'Djamena in te nemen.

## Inhoud

### Waarnemingen
Men was erg bezorgd om de gewapende groepen in het oosten van Tsjaad, het noordoosten van de Centraal-Afrikaanse Republiek en het westen van Soedan. De Veiligheidsraad bevestigde dat elke poging om met geweld de macht te grijpen onaanvaardbaar was. Ook werden de overheden van Tsjaad en de CAR opgeroepen om voor de veiligheid van hun bevolking te zorgen. De oplossing van de kwestie-Darfur in Soedan en de verbetering van de relaties tussen Soedan, Tsjaad en de CAR zouden al bijdragen aan duurzame vrede en stabiliteit in de regio.
De Secretaris-Generaal en de Afrikaanse Unie probeerden het vredesproces dat begon met het Vredesakkoord van Darfur nieuw leven in te blazen. Ook overwoog de Europese Unie een 12-maanden durende operatie ter ondersteuning van de VN in de regio.

### Handelingen

#### VN-vredesmacht
De Veiligheidsraad ging akkoord met een multinationale aanwezigheid in Tsjaad en de CAR om onder meer vluchtelingen te beschermen, mee te werken aan de humanitaire hulp en te zorgen voor omstandigheden waarin heropbouw en economische- en sociale ontwikkeling mogelijk waren. Deze "VN-Missie in de CAR en Tsjaad" kreeg het acroniem "MINURCAT" en kreeg een mandaat van één jaar om:
- De bevolking te beschermen,
- Bij te dragen aan de mensenrechten en orde,

MINURCAT zou ook 300 politie-agenten en 50 verbindingsofficieren omvatten.

#### EU-operatie
De Veiligheidsraad autoriseerde de EU om gedurende één jaar een operatie in te zetten in Tsjaad en de CAR om:
- Bij te dragen aan de bescherming van burgers in nood,
- Bij te dragen aan de levering van humanitaire hulp,
- Bij te dragen aan de bescherming van VN-personeel en -materieel.

## Verwante resoluties
- Resolutie 1834 Veiligheidsraad Verenigde Naties (2008)
- Resolutie 1861 Veiligheidsraad Verenigde Naties (2009)

Lijst ·  1739 ·  1740 ·  1741 ·  1742 ·  1743 ·  1744 ·  1745 ·  1746 ·  1747 ·  1748 ·  1749 ·  1750 ·  1751 ·  1752 ·  1753 ·  1754 ·  1755 ·  1756 ·  1757 ·  1758 ·  1759 ·  1760 ·  1761 ·  1762 ·  1763 ·  1764 ·  1765 ·  1766 ·  1767 ·  1768 ·  1769 ·  1770 ·  1771 ·  1772 ·  1773 ·  1774 ·  1775 ·  1776 ·  1777 ·  1778 ·  1779 ·  1780 ·  1781 ·  1782 ·  1783 ·  1784 ·  1785 ·  1786 ·  1787 ·  1788 ·  1789 ·  1790 ·  1791 ·  1792 ·  1793 ·  1794